# The Complete Matrix Tapes
The Complete Matrix Tapes è un quadruplo album live del gruppo rock The Velvet Underground, pubblicato il 20 novembre 2015.

## Il disco
L'album include le esibizioni integrali tenute dalla band il 26 e 27 novembre 1969 presso il locale The Matrix di San Francisco, all'epoca di proprietà di Marty Balin dei Jefferson Airplane. I concerti del gruppo al Matrix rappresentano una delle rare occasioni nelle quali i Velvet Underground furono registrati dal vivo con apparecchiature professionali, e sebbene molte delle tracce siano state già pubblicate in precedenza (in particolare, nell'album 1969: Velvet Underground Live with Lou Reed e nell'edizione del 45º anniversario di The Velvet Underground, o, con una qualità sonora di molto inferiore, in Bootleg Series Volume 1: The Quine Tapes), questa è la prima volta dove vengono pubblicate le esibizioni integrali. In aggiunta, il materiale è stato riversato in CD direttamente dai nastri originali, a lungo ritenuti perduti, e nove tracce sono del tutto inedite.
Due delle canzoni incluse, Over You e Sweet Bonnie Brown/It's Too Much, non sono mai state pubblicate dalla band in versione da studio. Brani quali Sweet Jane e New Age sono significativamente differenti rispetto alle controparti incise in studio e pubblicate in Loaded, mentre altri come Sister Ray e White Light/White Heat hanno una durata superiore rispetto alle versioni in studio.

## Tracce
- Tutti i brani sono opera di Lou Reed, tranne dove indicato diversamente.

Disc 1 (Set 1)
1. I'm Waiting for the Man - 13:07
2. What Goes On - 8:53
3. Some Kinda Love - 4:58
4. Heroin - 8:07
5. The Black Angel's Death Song (John Cale, Reed) - 6:19
6. Venus in Furs - 4:37
7. There She Goes Again - 3:13
8. We're Gonna Have a Real Good Time Together - 3:20
9. Over You - 2:23
10. Sweet Jane - 5:11
11. Pale Blue Eyes - 6:05
12. After Hours - 2:56

Disc 2 (Set 2)
1. I'm Waiting for the Man - 6:33
2. Venus in Furs - 5:11
3. Some Kinda Love - 4:04
4. Over You - 3:02
5. I Can't Stand It - 7:54
6. There She Goes Again - 2:50
7. After Hours - 2:30
8. We're Gonna Have a Real Good Time Together - 3:40
9. Sweet Bonnie Brown / Too Much - 7:50
10. Heroin - 10:05
11. White Light/White Heat - 9:27
12. I'm Set Free - 4:46

Disc 3 (Set 3)
1. We're Gonna Have a Real Good Time Together - 3:15
2. Some Kinda Love - 4:38
3. There She Goes Again - 2:59
4. Heroin - 8:27
5. Ocean - 10:59
6. Sister Ray (Cale, Sterling Morrison, Reed, Maureen Tucker) - 36:54

Disc 4 (Set 4)
1. I'm Waiting for the Man - 5:30
2. What Goes On - 4:31
3. Some Kinda Love - 4:03
4. We're Gonna Have a Real Good Time Together - 3:24
5. Beginning to See the Light - 5:30
6. Lisa Says - 5:59
7. New Age - 6:28
8. Rock & Roll - 6:54
9. I Can't Stand It - 6:52
10. Heroin - 8:17
11. White Light/White Heat - 8:42
12. Sweet Jane - 4:19

## Formazione
The Velvet Underground
- Lou Reed - voce solista e cori, chitarra
- Sterling Morrison - chitarra, basso, cori
- Doug Yule - voce solista e cori, basso, organo
- Maureen Tucker - voce solista e cori, batteria, percussioni